# Fredros
Fredros är ett före detta järnbruk, herrgård och by i Arvika kommun och Gunnarskogs socken i västra Värmland, byn ligger mellan sjöarna Mången och Treen. Bruksverksamheten startade under 1700-talet med mindre framgångsrika försök att utvinna koppar, och inriktades senare på smide..